# K5 League
Die K5 League ist die höchste Amateurliga im südkoreanischen Fußball. Sie wurde 2019 infolge der Strukturreformpläne der KFA gegründet. Da die K3 League Advance und die K3 League Basic halbprofessionalisiert wurde, gilt sie fortan als die höchste Amateurliga Südkoreas. Die Liga gehört zudem den Division-League-Verband an.

## Aufbau, Organisierung
Ursprünglich wurden 6 Staffeln mit 52 Mannschaften geplant für die erste Spielzeit, allerdings entschied man sich für die Spielzeit 2019 mit insgesamt 11 Staffeln und 67 Vereinen auszutragen. Die K5 League ist die höchste regionale Liga in Südkorea. Vergleichbar ist die Liga mit der deutschen Fußball-Regionalliga.
Der Division-Verband ist für die Organisierung und Durchführung zu ständig. Bis auf die Gwangju/Jeollanam-do-Staffeln treten in allen anderen Staffeln 6 Mannschaften an. Die jeweiligen Gewinner der Staffeln qualifizieren sich automatisch für den Korean FA Cup. Gleichzeitig tragen die Mannschaften ein Play-off-Turnier aus. Die jeweils schlechtesten Teams aller Staffeln steigen wieder ab. Ob 6 bzw. 7 oder 12 bzw. 14 Spieltage ausgetragen werden, ist noch nicht bekannt. Die Saison beginnt im April und endet im Oktober. Anschließend finden das Play-off-Turnier statt.

### Liga-Staffeln

#### Aktuell bestehend
- K5 League Gyeonggi-do bestehend aus 6 Mannschaften. Organisiert vom Gyeonggi-do-Fußballverband (GYFV)
- K5 League Chungcheongbuk-do bestehend aus 6 Mannschaften. Organisiert vom Chungcheongbuk-do-Fußballverband (CBFV)
- K5 League Jeollanam-do bestehend aus 6 Mannschaften. Organisiert vom Jeollanam-do-Fußballverband (JNFV)
- K5 League Gangwon-do bestehend aus 6 Mannschaften. Organisiert vom Gangwon-do-Fußballverband (GAFV)
- K5 League Daegu/Gyeongsangbuk-do bestehend aus 6 Mannschaften. Organisiert vom Gyeongsangbuk-do-Fußballverband (GBFV) und dem Daegu-Fußballverband (DGFV)
- K5 League Jeollabuk-do bestehend aus 6 Mannschaften. Organisiert vom Jeollabuk-do-Fußballverband (JBFV)
- K5 League Daejeon bestehend aus 6 Mannschaften. Organisiert vom Daejeon-Fußballverband (DFV)
- K5 League Sejong/Chungcheongnam-do bestehend aus 6 Mannschaften. Organisiert von dem Sejong-Fußballverband (SJFV) und dem Chungcheongnam-do-Fußballverband (CNFV)
- K5 League Busan/Gyeongsangnam-do bestehend aus 6 Mannschaften. Organisiert vom Busan-Fußballverband (BFV) und dem Gyeongsangnam-do-Fußballverband (GNFV)
- K5 League Seoul bestehend aus 6 Mannschaften. Organisiert vom Seoul-Fußballverband (SFV)
- K5 League Ulsan bestehend aus 6 Mannschaften. Organisiert vom Ulsan-Fußballverband (UFV)
- K5 League Incheon bestehend aus 6 Mannschaften. Organisiert vom Incheon-Fußballverband (IFV)
- K5 League Gwangju bestehend aus 6 Mannschaften. Organisiert vom Gwangju-Fußballverband (GWFV)

#### Ehemals bestehend
- K5 League Gwangju/Jeollanam-do bestand aus 6 Mannschaften und wurde von den Gwangju-Fußballverband (GWFV) und dem Jeollanam-do-Fußballverband (JNFV) organisiert. Sie bestand bis zur Spielzeit 2019.
- K5 League Gyeongsangbuk-do bestand aus 6 Mannschaften und wurde von dem Gyeongsangbuk-do-Fußballverband (GBFV) organisiert. Sie bestand bis zur Spielzeit 2019.
- K5 League Daejeon/Sejong/Chungcheongnam-do bestehend aus 6 Mannschaften. Organisiert von dem Daejeon-Fußballverband (DFV), dem Sejong-Fußballverband (SJFV) und dem Chungcheongnam-do-Fußballverband (CNFV). Sie bestand bis zur Spielzeit 2021.

### Teilnehmer
| Gyeonggi-do                       | Yangju Deokgye FV          | Dongducheon ONETEAM     | Ansan Gakgol FV      | Gunpo Sanbon FV      | Icheon Majang FV       | Yongin FV                      | -        |
| Chungcheongbuk-do                 | Cheongju Cheonguh FV       | Okcheon Boram FC        | Jecheon FC Hanmaeum  | Eumseong Keumwang FC | Jeungpyeong Shinhwa FC | Cheongju SMC Engineering FC    | -        |
| Gwangju/Jeollanam-do              | Gwangju Marines FC         | Suncheon Cheonmyeong FC | Yeosu Ansimsan FC    | Yeonggwang FC        | Hyochang FC            | Cheonhwan FC                   | Sinan FC |
| Gangwon-do                        | Yeongwol FC                | Gangneung Jumunchin FC  | Sokcho 79 FC         | Wonju Haneul FC      | Wonju Parangsae FC     | Donghae Baekryong Saenghwal FC | -        |
| Gyeongsangbuk-do                  | Andong Garam FC            | Gyeongsang Niggs FC     | Pohang Heunghae Club | Sangju Sangsan FC    | Yeongju Dosol FC       | -                              | -        |
| Jeollabuk-do                      | Iksan FC                   | Jeonju Seoshin Baekma   | Jeongeup Phoenixs FC | Gunsan Hanbaek       | Jeonju Parangsae       | Jeonju AT                      | -        |
| Daejeon/Sejong/ Chungcheongnam-do | Daejeon Daedeok Winnerstar | Sejong Ukil FC          | Taean Dongin FAMILY  | Hongseong Hongju FC  | Gongju FC Baekje       | Cheonan Sangyong               | -        |
| Busan/Gyeongsangnam-do            | Gimhae Jaemiks FC          | Busan Seogu Toseong FC  | Changwon Ungsan FC   | Yangsan Eogok FC     | Dongnaegu Myeongnyung  | Jingu Buk Busan FC             | -        |
| Seoul                             | Byeoksan Players FC        | FC Together             | FC Saebyeoknyeok     | FC HAS               | Hwagok 8 Dong FV       | FC It-Pl                       | -        |
| Ulsan                             | Ulju Cheongnyang FC        | Bukgu Weed FC           | Ulsan Cetus FC       | Ulju Hanul FC        | Junggu Art FC          | Dong Ulsan FC                  | -        |
| Incheon                           | Incheon Songdo             | Incheon Nambu FC        | Incheon Wachi        | Incheon Kanseok FC   | Incheon Karam ING      | Incheon Songwol FC             | -        |

### Staffelsieger
| K5 League | K5 League         | K5 League                   | K5 League         | K5 League           | K5 League             | K5 League             | K5 League               | K5 League        | K5 League            | K5 League        | K5 League                 | K5 League                  | K5 League               | K5 League           | K5 League     | K5 League            |
| Spielzeit | Staffelsieger     | Staffelsieger               | Staffelsieger     | Staffelsieger       | Staffelsieger         | Staffelsieger         | Staffelsieger           | Staffelsieger    | Staffelsieger        | Staffelsieger    | Staffelsieger             | Staffelsieger              | Staffelsieger           | Staffelsieger       | Staffelsieger | Staffelsieger        |
| Spielzeit | Gyeonggi-do       | Chungcheongbuk-do           | Gwangju           | Jeollanam-do        | Gwangju/ Jeollanam-do | Gangwon-do            | Daegu/ Gyeongsangbuk-do | Gyeongsangbuk-do | Jeollabuk-do         | Daejeon          | Sejong/ Chungcheongnam-do | D/S/ Chungcheongnam-do     | Busan/ Gyeongsangnam-do | Seoul               | Ulsan         | Incheon              |
| --------- | ----------------- | --------------------------- | ----------------- | ------------------- | --------------------- | --------------------- | ----------------------- | ---------------- | -------------------- | ---------------- | ------------------------- | -------------------------- | ----------------------- | ------------------- | ------------- | -------------------- |
| 2019      | Yangju Deokgye FV | Cheongju SMC Engineering FC | -                 | -                   | Gwangju Hyochang FC   | Wonju Haneul FC       | -                       | Andong Garam FC  | Jeonju Parangsae     | -                | -                         | Daejeon Daedeok Winnerstar | Gimhae Jaemiks FC       | Byeoksan Players FC | Dong Ulsan FC | Incheon Songwol FC   |
| 2020      | Icheon Majang FV  | Cheongju SMC Engineering FC | Seogu Hwajeong FC | -                   | -                     | Wonju Haneul FC       | Daegu Cheongsol FC      | -                | Jeongeup Phoenixs FC | -                | -                         | Daejeon Doksuri FC         | Gimhae Jaemiks FC       | FC Together         | Bukgu 523 FC  | Incheon Songwol FC   |
| 2021      | Suwon City FC     | Cheongju SMC Engineering FC | -                 | -                   | Gwangju Hyochang FC   | Wonju Paran FC        | Daegu Cheongsol FC      | -                | Jeongeup Phoenixs FC | -                | -                         | Daejeon Seobu FC           | Gimhae Jaemiks FC       | Yangcheon TNT FC    | Bukgu 523 FC  | Incheon Seogot SM FC |
| 2022      | Suwon City FC     | Cheongju Cheongwon FC       | Seogu Hwajeong FC | Mokpo Goddangdae FC | -                     | Gangneung Kwandong FC | Daegu Cheongsol FC      | -                | Jeonju Parangsae     | Daejeon Seobu FC | Sejong Ukil FC            | -                          | Gimhae Jaemiks FC       | Yangcheon TNT FC    | Bukgu 523 FC  | Incheon Nambu FC     |

Anmerkung: Das fettmarkierte Team gewann die Ligameisterschaft der jeweiligen Spielzeit.